# Tolguaca
Tolguaca je neaktivní stratovulkán, nacházející se v severní části chilského regionu Araukánie. Vrchol sopky je zaledněný a částečně erodovaný. Nachází se zde několik kráterů, další skupina kráterů se nachází na jihovýchodním svahu, kde sledují tektonickou zlomovou linii směrem k nedalekému stratovulkánu Lonquimay. Zprávy o erupcích v letech 1876 a 1933 se nepotvrdily, tak jediným důkazem o tom, že sopka není zcela vyhaslá jsou aktivní fumaroly.